# Nils Hellsten (escrime)
Pour les articles homonymes, voir Nils Hellsten.
Nils Erik Hellsten, né le 19 février 1886 à Stockholm et y est mort le 12 avril 1962, est un escrimeur suédois, ayant pour armes l'épée et le fleuret.
Lors des Jeux olympiques d'été de 1924 à Paris, il remporte une médaille de bronze dans l'épreuve individuelle d'épée.